# .ge
.ge là tên miền Internet cấp cao nhất dành cho quốc gia (ccTLD) của Gruzia. Những thông tin liên hệ với người đăng ký tên miền.ge phải ở Georgia. Đăng ký không giới hạn dưới.ge,.com.ge và dưới một vài tên miền cấp 2 hạn chế khác (.gov.ge,.net.ge...).